# Limba marathi
Marathi (मराठी Marāṭhī) este o limbă indo-ariană vorbită de populația Marathi, care este grupată în vestul peninsulei India. Marathi este limba oficială a statului indian Maharashtra. 
Există 68 de milioane de vorbitori fluenți ai acestei limbi în lumea întreagă. Marathi este a patra dintre cele mai vorbite limbi din India și a cincisprezecea din lume. Marathi are cea mai veche dintre literaturile regionale în limbile indo-ariane, datând din circa 1000 d.Hr.
Se estimează că Marathi e mai veche de 1.300 de ani, evoluând din Sanscrită, prin Prakrit și Apabhramsha. Gramatica și sintaxa limbii derivă din Pali și Prakrit. În timpurile străvechi, limba Marathi era denumită Maharashtri, Marhatti, Mahratti etc.
Caracteristici specifice ale culturii lingvistice includ Marathi drama, cu specificul său unic de 'Sangeet Natak' (drame muzicale), discursuri academice numite 'Vasant Vyakhyanmala' (Lectures in Spring), dansul folk Marathi denumit 'Lavani', și ediții speciale de reviste pentru Diwali, numit 'Diwali anka'.

## Distribuție geografică

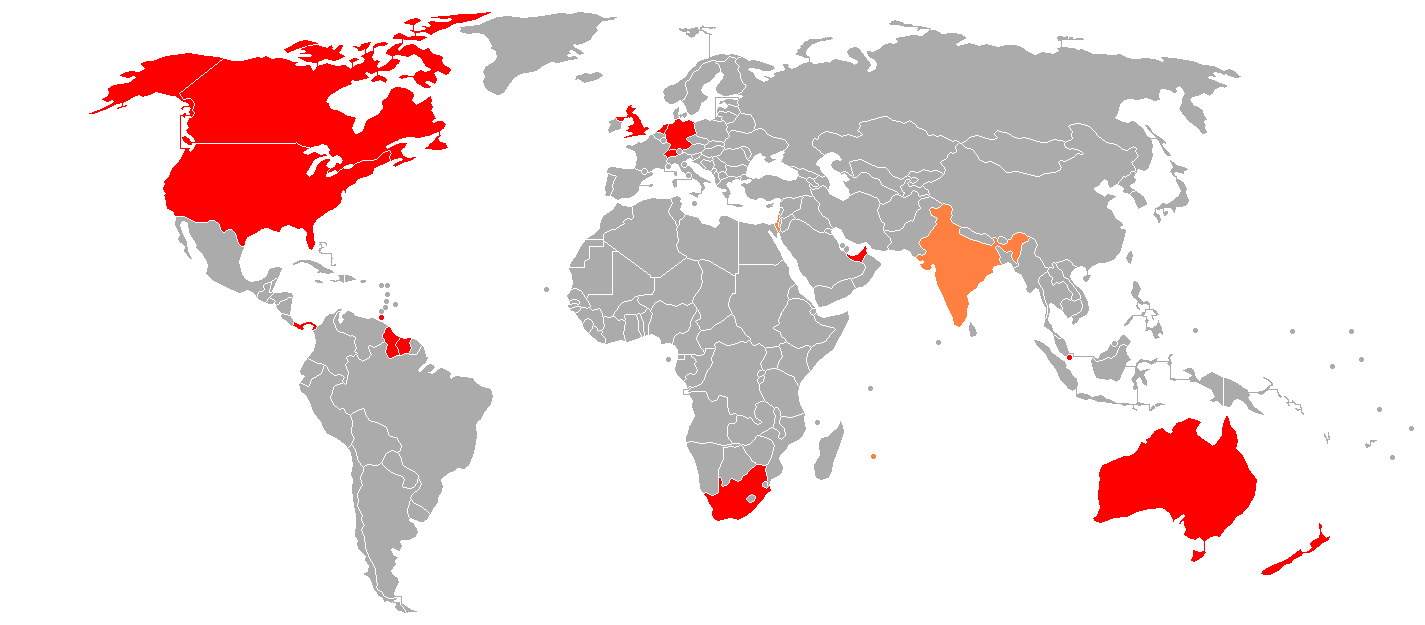
Marathi este vorbită în India, Mauritius și Israel. Culoarea roșie indică zonele geografice unde este vorbită de emigranți.

Limba Marathi este în principal vorbită în statul Maharashtra și în unele zone din statele învecinate din Gujarat, Madhya Pradesh, Goa, Karnataka, Chattisgarh și Andhra Pradesh, teritoriile unite ale Daman-diu și Dadra Nagar Haveli. Orașele Baroda, Surat, Ahmedabad și întregul Gujarat de Sud, în special districtul Dang, Belgaum, Hubli, Dharwad, Gulbarga, Bhalki, Bidar (Karnataka) Indore, Gwalior (Madhya Pradesh) Hyderabad (Andhra Pradesh) și Tanjore (Tamil Nadu) fiecare având comunități extinse de vorbitori de Marathi. Limba Marathi este de asemenea vorbită de emigranții Maharashtrian din întreaga lume, în SUA, UAE, Africa de Sud, Singapore, Germania, UK, Australia & Noua Zeelandă. Ethnologue afirmă că limba Marathi este vorbită în Israel și Mauritius.

## Statut oficial
Marathi este limba oficială în statul Indian Maharashtra și limbă co-oficială sau limba folosită în scopuri oficiale în Goa, în teritoriile unite ale Daman and Diu[4] și Dadra Nagar haveli.[5] Constituția Indiei recunoaște Marathi ca fiind una din cele 22 de limbi oficiale ale Indiei.

## Istoric
Patru dialecte Prakrit au derivat din Vedic Sanskrit.  Modificări ulterioare în dialectele Prakrit au condus la formarea limbilor Apabhramsha. Marathi a evoluat din Sanskrit prin Maharashtri Prakrit și apoi Maharashtri Apabhramsha. Limba Marathi poate fi astfel descrisă ca fiind o formă dezvoltată, re-Sanscritizată a limbii Maharashtri Apabhramsha.
Maharashtri Prakrit a fost vorbită frecvent până în anul 875 A.D., și era limba oficială a imperiului Satavahana. Ajunsese la un înalt nivel literar, astfel încât lucrări precum Karpurmanjari și Saptashati (150 BC) au fost scrise în această limbă. Maharashtri Prakrit era cel mai popular dialect dintre limbile Prakrit și era vorbit la scară largă în vestul și sudul Indiei. Era vorbită din regiunile Malwa și Rajputana din nordul Indiei, până la râurile Krishna și Tungabhadra din sud. 
Regiunile în care astăzi se vorbesc limbile Marathi și Kannada au vorbit secole de-a rândul limba Maharashtri.
Maharashtri Apabhramsha (cunoscută ca și Jain Apabhramsha) a început să fie vorbită 200 de ani mai târziu și a fost folosită pentru mai mult de un secol (până aproape de 400 A.D.). Apabhrmasha a fost utilizată pe scară largă în literatura Jain și a constituit o legătură importantă în evoluția Marathi.  Această formă a limbii Apabhramsha a fost re-Sanscritizată și a devenit ulterior limba Marathi.
Conform formelor scrise și atestărilor și dovezilor istorice, limba Marathi a fost folosită până în secolul VIII.

### Secolul 20–prezent

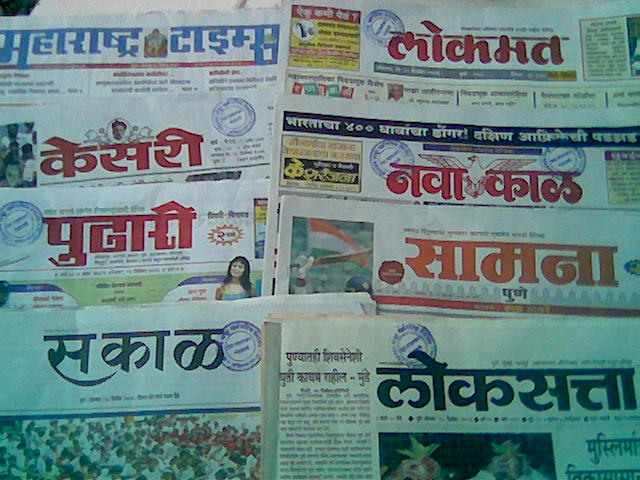
A few popular Marathi newspapers

A literary event called Akhil Bharatiya Marathi Sahitya Sammelan (All-India Marathi Literature Meet) is held every year. In addition, the Akhil Bharatiya Marathi Natya Sammelan (All-India Marathi Theatre Meet) is also held annually. Both events are very popular amongst Maharashtrians.

## Dialecte

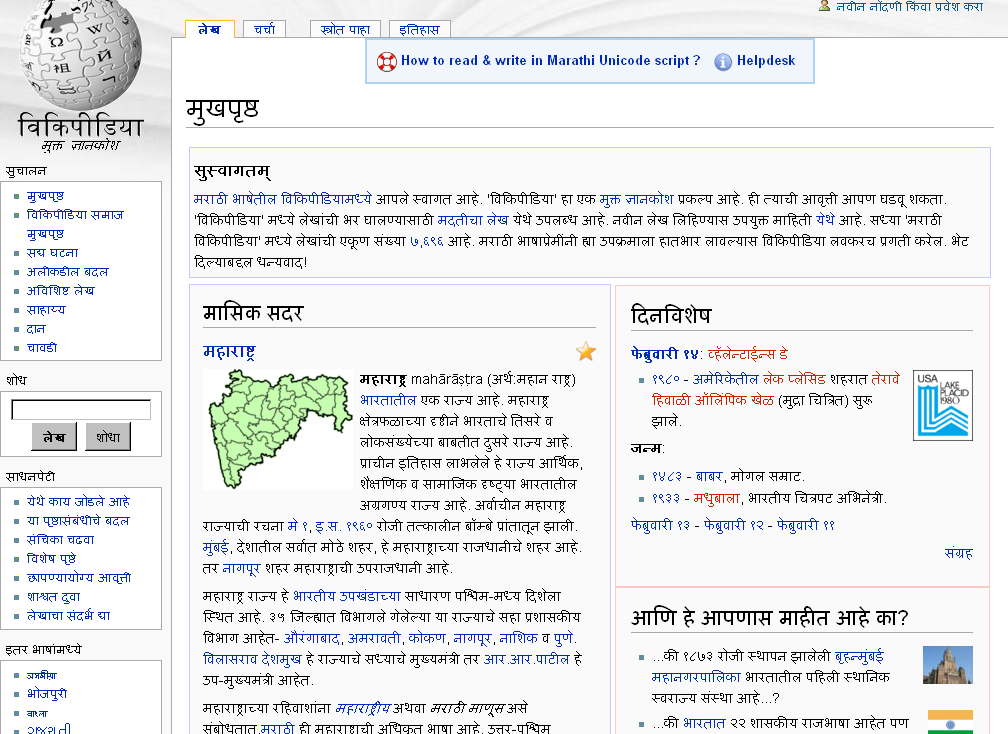
Marathi language edition of Wikipedia

### Ahirani
Ahirani este folosit în partea de vest a regiunii Khandesh, aflată în nordul statului Maharashtara.

### Khandeshi
Khandeshi este folosit în East Khandesh în special în Yawal și Raver Talukas.

### Varhadi
Varhādi sau Vaidarbhi este folosit în regiunea Vidarbha din Maharashtra.

### Wadvali
Nu este necesar ca acest dialect să fie numit astfel. A fost vorbit pentru prima dată în Wadvals, care în esență înseamnă proprietari de teren agricol, din Naigaon, Vasai până în regiunea Dahanu. Populația Somavamshi Kshatriyas vorbește acest dialect.

### Samavedi
Samavedi este folosit în regiunile Nala Sopara și Viraraflate la nord de Mumbai în Vasai Taluka, Districtul Thane din statul Maharashtra.

### Are Marathi
Are Marathi, scris cu caractere Devanagari अरे मराठी, este un alt dialect folosit în special în Andhra Pradesh.

### Thanjavur Marathi and Namdev Marathi
Thanjavur Marathi, Namdev Marathi și Bhavsar Marathi sunt vorbite de populația din India de sud. Acest dialect a evoluat din perioada ocupației Marathas în Thanjavur din sudul statului Tamil Nadu. Această limbă se vorbește în regiuni din statele Tamil Nadu, Andhra Pradesh și Karnataka.

### Altele
- Dangii (folosit lângă granița dintre statele Maharashtra-Gujarat)
- Judæo-Marathi (folosit de evreii Bene Israel)
- Kadodii (folosit lângă Vasai)

Alte dialecte ale limbii Marathi includ Warli din Districtul Thane, Dakshini (Marathwada), Deshi (Eastern Konkan Ghats), Deccan, Nagpuri, Ikrani și Gowlan.

### Alte limbi care au suferit o influență importantă din partea limbii Marathi
- Limbile Dakhini și Hyderabadi Urdu vorbite în Hyderabad și în unele părți din Deccan au influențe considerabile din limba Marathi. Gramatica limbii 'Hyderabadi Urdu este adaptată din limba Marathi. Este denumită, de asemenea, un amestec între Marathi și Urdu cu anumite cuvinte Telugu.

- Kannada: în special Kannada folosită în nordul statului Karnataka, a fost puternic influențată de limba Marathi.  E.g. the feature of aspiration, quite non-native to any Dravidian language, is found in northern Kannada. Also some kinship terms like vahini (brother's wife) are adapted from Marathi. The use of Marathi for numbers is also common amongst Northern districts of Karnataka.

## Scriere

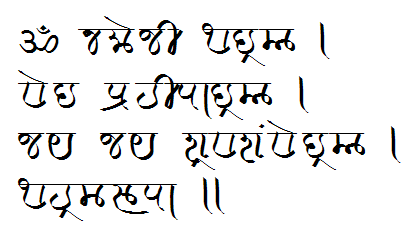
Modi script was used to write Marathi

### Scriptul Devanagari
Limba Marathi se scrie cu caractere Devanagari, un script alfasilabic sau abugida, ce cuprinde 16 vocale și 36 consoane, formând un total de 52 de litere. Se scrie de la dreapta la stanga.  Scriptul Devnagari, folosit în scrierea limbii Marathi, este ușor diferit față de Hindi sau alte limbi. Scriptul Marathi Devnagari este denumit ca script Balbodh (बाळबोध).

### Scriptul Modi
Limba Marathi era scrisă în scriptul Modi—un script cursiv, conceput pentru minimizarea ridicării stiloului de pe hârtie în timpul scrisului. Majoritatea scrierilor din imperiul Maratha foloseau scriptul Modi. Scripturile Persane erau de asemenea folosite pentru documentația de la curte.  Odată cu apariția tiparului la scară largă, scriptul Modi nu s-a mai folosit, dovedindu-se foarte dificil în aranjare. În prezent, datorită disponibilității fonturilor Modi și entuziasmului tinerei generații, script-ul este departe de a fi dispărut.See Reference Links).

## Grupări consonante
În limba Marathi, consoanelor li se adaugă implicit vocala neutră, schwa.  De aceea, , तयाचे va fi 'təyāce', și nu 'tyāce'. Pentru a forma 'tyāce', va trebui adăugat त् + याचे, rezultând त्याचे.
Când două sau mai multe consoane consecutive sunt urmate de o vocală, se formează  apoi un jodakshar  (grup de consoane). Exemple de grupuri de consoane sunt prezentate mai jos:
- त्याचे - tyāce - "a lui"
- प्रस्ताव - prastāv-"propunere"
- विद्या - vidyā - "cunoaștere"
- म्यान - myān
- त्वरा - tvarā
- महत्त्व - mahattva - "semnificație"
- फक्त - phakt - "doar"
- बाहुल्या - bāhulyā - "păpuși"

Limba Marathi are câteva grupuri de consoane care sunt rareori întâlnite printre limbile pământului, inclusiv așa- numitele "pronunții aspirate nazale" (ṇh, nh, și mh) și pronunții aspirate lichide (rh, ṟh, lh, and vh). Câteva exemple sunt prezentate mai jos.
- कण्हेरी - kaṇherī - "un arbust cunoscut pentru flori"
- न्हाणे - nhāṇ - "baie"
- म्हणून - mhaṇūn - "deoarece"
- तऱ्हा - taṟhā - "mod diferit de comportare"
- कोल्हा - kolhā - "vulpe"
- केंव्हा - keṃvhā "când"

## Vocabular

### Partajarea de resurse lingvistice cu alte limbi
În decursul a mai multor secole, limba Marathi și oamenii au intrat în contact cu multe dialecte și limbaje. Astfel, se înțelege influența inițială a limbilor Prakrit, Maharashtri, Apbhramsha și Sanskrit.

### Formarea cuvintelor și origine
Limba Marathi a luat și a dat cu împrumut cuvinte din și către limbile Sanskrit, Kannada, Hindi, Urdu, Arabic, Persian,  și Portuguese. 
Cel puțin 50% din cuvintele limbii Marathi sunt ori imprumutate ori derivate din Sanskrit.
- Adakitta " spărgător de nuci " împrumutat direct din  Kannada
- Khurchii "scaun" derivat din arăbescul kursi
- Jaahiraat "publicitate" derivat din persanul zaahiraat See Note 1
- Shiphaaras "recomandare'' derivat direct din persanul sifarish
- Marjii "dorință" derivat direct din persanul "marzi"
- Batataa "cartof", derivat din portugheză
- Ananas "ananas", derivat din portugheză See Note 2
- Niga "looking after" is derived from Persian nîgâh "sight-vision"
- Hajeri "participare" din Hajiri Urdu

Multe cuvinte din limba engleză sunt folosite frecvent în conversație, și sunt considerate a fi complet asimilate în vocabularul limbii Marathi. Printre acestea se numără cuvintele “stilou” (nativul Marathi lekhaṇii), "bluză" (sadaraa).
Multe cuvinte din limba Marathi sunt asemănătoare celor din limba engleză. Este interesant de văzut similaritatea lor.
- Navy asemănător cu Nau
- Dew asemănător cu Dav
- Tree asemănător cu Taru
- path' asemănător cu patha

### Numărare
Numărul 10 ridicat la putere:
- 100: shambhar(format de asemenea cu prefixul număr și sufixul "-she")
- 1,000: hazaar(sau sahasra, cuvânt apropiat de versiunea în Sanskrită)
- 100,000: laakh(sau laksha)
- 10,000,000: koti
- 1,000,000,000: abja
- 10,000,000,000: kharva
- 100,000,000,000: nikharva
- 100,000,000,000,000,000: parardha

## Exemple de fraze scurte
| Cuvinte/fraze   | Transliterație              | Semnificație                               |
| --------------- | --------------------------- | ------------------------------------------ |
| नमस्कार           | Namaskār.                   | Bună/Bună ziua.                            |
| तुम्ही कसे आहात?     | Tumhī kase āhāt?            | Ce mai faceți?/ Încântat de cunoștință     |
| तू कसा आहेस?       | Tū kasā āhes?               | Ce mai faci? (către un bărbat)             |
| तू कशी आहेस?       | Tū kaśī āhes?               | Ce mai faci? (către o femeie)              |
| आपण कसे आहात?     | Āpaṇ kase āhāt?             | Ce mai faceți? (formal)                    |
| तुम्हाला भेटून आनंद झाला | Tumhālā bheṭūn ānand jhālā. | Încântat să vă cunosc.                     |
| पुन्हा भेटू          | Punhā bheṭū.                | La revedere. (Lit.: "Ne vom mai întâlni.") |
| धन्यवाद           | Dhanyavād.                  | Mulțumesc.                                 |
| हो               | Ho.                         | Da.                                        |
| नाही              | Nāhī.                       | Nu.                                        |
| नको              | Nako.                       | Nu, mulțumesc.                             |
| किती?             | Kitī?                       | Cât?/Câți?                                 |
| कुठे?             | Kuthe?                      | Unde?                                      |
| कसे?             | Kase?                       | Cum?                                       |
| केव्हा?            | Kevha?                      | Când?                                      |
| कोण?             | Kon?                        | Cine?                                      |
| काय?             | Kaay?                       | Ce?                                        |
| शुभ रात्री          | Śhubh Ratri.                | Noapte bună.                               |

## Voyager Golden Record
Golden Record transmite în Univers salutari în 55 limbi diferite, printre care și limba Marathi. Cuvintele sunt următoarele "Namaskar! Hya prithvitil lok tumhala tyanche shubhavichar pathavitat, ani tyanchi iccha ahe ki tumhi hya janmi dhanya vha"